# Cyclophora plumbomarginata
Cyclophora plumbomarginata är en fjärilsart som beskrevs av Edward Alfred Cockayne 1950. Cyclophora plumbomarginata ingår i släktet Cyclophora och familjen mätare. Inga underarter finns listade i Catalogue of Life.